# Пахомије Патмоски
Преподобни мученик Пахомије је хришћански светитељ. Родом је био из Мале Русије. У младости су га ухватили Татари и продали једном Турчину кожару као роба. Провео је у ропству двадесет седам година, у месту Усаки у Малој Азији. Насилно је потурчен. После је отишао у Свету гору, замонашио се и провео дванаест година при манастиру светог Павла. Одлучио је да пострада за Христа. Његов старац духовник Јосиф отпратио га је у Усаки где се Пахомије јавио свом бившем господару као хришћанин у монашком оделу. Турци су га ставили на муке, потом бацили у тамницу, и најзад посекли 8. маја 1730. године на сам дан Вазнесења. У хришћанској традицији помиње се да су се од његове крви и моштију десила се многа чудеса. Сахрањен је на острву Патмосу у цркви светог Јована Богослова.
Српска православна црква слави га 21. маја по црквеном, а 3. јуна по грегоријанском календару.